# Frank Lloyd
Frank Lloyd, född 2 februari 1886 i Glasgow i Skottland, död 10 augusti 1960 i Santa Monica i Kalifornien i USA, var en brittisk regissör.
Lloyd har vunnit två Oscar för bästa regi, den första 1930 för filmen Lady Hamiltons kärlekssaga och den andra 1934 för filmen Cavalcade. Han har även en stjärna på Hollywood Walk of Fame.

## Filmografi (i urval)
- 1917 – Les Misérables
- 1920 – Alla kvinnors avgud
- 1922 – Oliver Twist
- 1929 – Lady Hamiltons kärlekssaga
- 1933 – Cavalcade
- 1933 – Gengångaren på Berkeley Square
- 1934 – Vi som går köksvägen
- 1935 – Myteri
- 1940 – En hjälte i Virginia
- 1945 – Den blodbestänkta solen